# Base de radares
Las bases de radares para dispositivos GPS son archivos de texto que contienen coordenadas (latitud, longitud) y otras informaciones y ayudan avisando al usuario. Estas bases pueden contener diferentes tipos de radares (fijos, móviles, en semáforos) y otros puntos como semáforos, puestos de policía,etc.
Las bases de radares se están popularizando en los últimos tiempos como la única forma de evitar las multas por radar sin infringir la ley, puesto que una base de radar no es un detector de radar (prohibido por ley).
Compatibles con dispositivos GPS o PDAs y teléfonos inteligentes, existen versiones pagas y gratuitas, pudiendo ser colaborativas, donde los propios usuario colaboran, añadiendo puntos, borrando, votando, etc..
Un ejemplo de base colaborativa la podemos encontrar en el proyecto brasileño Hunteradar Archivado el 23 de julio de 2011 en Wayback Machine..